# 多孔美麗鰕虎
多孔美麗鰕虎（学名：Tryssogobius porosus）为鰕虎科美麗鰕虎屬下的一个种。